# Proszyce
Proszyce – wieś w Polsce położona w województwie dolnośląskim, w powiecie polkowickim, w gminie Grębocice.

## Podział administracyjny
W latach 1975–1998 miejscowość administracyjnie należała do województwa legnickiego.